# Bláznivé námluvy
Bláznivé námluvy (v anglickém originále Peeples) je americký komediální film z roku 2013. Režie a scénáře se ujali Tina Gordon Chism a Tyler Perry. Hlavní role hrají Kerry Washington a Craig Robinson. Film měl premiéru ve Spojených státech dne 10. května 2013. V České republice nebyl promítán v kinech.

## Obsazení
- Craig Robinson jako Wade Walker
- Kerry Washington jako Grace Peeples
- David Alan Grier jako Virgil Peeples
- S. Epatha Merkerson jako Daphne Peeples
- Diahann Carroll jako Nana Peeples
- Tyler James Williams jako Simon Peeples
- Kali Hawk jako Gloria Peeples
- Malcolm Barrett jako Chris Walker
- Ana Gasteyer jako starostka Hodge
- Kimrie Lewis-Davis jako Meg

## Přijetí

### Tržby
Film celosvětově vydělal 9,3 milionů dolarů po celém světě. Rozpočet filmu činil 15 milionů dolarů. Za první víkend docílil čtvrté nejvyšší návštěvnosti, kdy vydělal 4,6 milionů dolarů. S výdělkem přes 9 milionů je film nejméně výdělečným filmem z produkce Tylera Perryho.

### Recenze
Na recenzní stránce Rotten Tomatoes získal z 62 započtených recenzí 37 procent s průměrným ratingem 5,2 bodů z deseti. Na serveru Metacritic snímek získal z 26 recenzí 52 bodů ze sta. Na Česko-Slovenské filmové databázi snímek získal 49  procent.

### Ocenění a nominace
Tyler Perry získal nominaci na cenu umělec roku na filmovém festivalu Acapulco Black Film Festival. Washington získala na stejném festivalu nominaci na cenu za nejlepší ženský herecký výkon. Také získala nominaci na cenu Image Awards. Na ceremoniálu Teen Choice Awards film získal tři nominace v kategoriích nejlepší filmová komedie nejlepší mužský herecký výkon (Craig Robinson) a nejlepší ženský herecký výkon (Washington)